# Tony, Shelly i la llanterna màgica
Tony, Shelly i la llanterna màgica (títol original en txec, Tonda, Slávka a kouzelné světlo; en eslovac, Tonko, Slávka a kúzelné svetlo) és una pel·lícula d'animació d'aventures stop-motion de coproducció txeca, eslovaca i hongaresa del 2023 dirigida pel director txec Filip Pošivač. Ha guanyat el premi de la categoria Contrechamps del Festival Internacional de Cinema d'Animació d'Annecy. S'ha doblat i subtitulat al català. També va guanyar el premi Anima't al LVI Festival Internacional de Cinema Fantàstic de Catalunya.